# PANDA 1/2
PANDA 1/2（パンダにぶんのいち）は、日本の音楽ユニット。

## 概要
パンダ(のぬいぐるみ)であるJames Panda Jr.が中心メンバーであり、女性ボーカルを加えた2人組ユニット。ユニット名はメンバー内のパンダの割合が「1/2」であることを指している。デビュー時のキャッチコピーは「世界初のパンダ1頭と人間1人による音楽ユニット」。
パンダにまつわる活動に力を入れており、上野動物園のジャイアントパンダ公開や出産に併せてシングルをリリース。シングル「PANDA!PANDA!PANDA!」は上野動物園の公式「うえのパンダ応援ソング」としても採用されている。
また、James Panda Jr.は世界全てのパンダのいる動物園に入園しており、その模様をUstreamにて放送。2011年2月21日に中国から上野動物園へジャイアントパンダが来園した際には上野経済新聞の「半日編集長」として来園取材を敢行している。
海外での活動にも積極的で、デビューライブは上海で行っている。主な出演イベントとしては、2012年2月にスリランカ国営放送局主催の大型音楽番組「Salalihini Roopa Kaavya」にライブ出演。2014年7月にはタンザニア最大の国際見本市「サバサバ」のジャパン・ブースにてジャカヤ・キクウェテ大統領や秋篠宮文仁親王の前でDJプレイを披露。これが切っ掛けで同年11月にはタンザニア国内最大級の音楽フェス「KARIBU MUSIC FESTIVAL」にも出演している。また、これまで世界29か国からUstream番組を放送している（2016年7月現在）。
James Panda Jr.単独のプロデュース業を除き、ユニットは事実上の活動休止となっているが、いくつかの楽曲は2019年に結成したアイドルグループのセカイシティがカバーしている。

## メンバー

### 現メンバー
- James Panda Jr.（ジェームズ・パンダ・ジュニア） ＜音楽プロデューサー＞

音楽プロデューサーのパンダ（という設定のぬいぐるみ）。
男性。自称30億30歳（2010年8月のメジャーデビュー時に発表したプロフィールより）。
作詞・作曲・編曲を担当する。ライブではターンテーブルの上で回っている。
グループ外では「人間形態」でインタビュー取材に答えることもある。
- 小出きす ＜ボーカル＞

女性。1997年5月14日生まれ。詳細なプロフィールは公開されていない。
シングル「ひかり射す」（2014年03月14日発売）から加入。
ビジュアルは非公開となっていたが、2014年11月に発売された小松未可子のシングル「Latimer road」のMVにて解禁された。

### 旧メンバー
- 熊猫的少女 ＜ボーカル＞

女性。中国出身。
初代ボーカルとして参加も2009年秋に画家を目指すことを理由に脱退。
藤岡みなみ時代にリリースされた楽曲「上海は夜の六時」には彼女の歌声も使用されている。
- 藤岡みなみ ＜ボーカル＞

女性。1988年8月9日生まれ。タレント。
2009年冬に加入。当初は正体を隠し「M!nam!」名義で活動していた。
メジャーデビュー後から「藤岡みなみ」名義へと切り替わっていく。
2012年12月31日をもって卒業。

## 来歴
2009年、結成。
2009年12月23日、上海のインディーズレーベル新熊猫音盤からデビューシングル「NEW MUSIC MACHINE」 をリリース。
2009年12月24日、上海ロックフェスティバルに出演。これがデビューライブとなる。
2010年08月25日、ビクターエンタテインメントと契約し、メジャーデビューシングル「上海は夜の6時」をリリース。
2010年08月27日、上海での2DAYSツアーを敢行。メジャーデビュー後初のライブとなる。
2010年12月23日、Ustreamにて、パンダをめぐる世界一周の旅「世界PAKUルン滞在記」を15日連続放送。
James Panda Jr.が1/2カ月（15日間）でパンダのいる世界全12動物園を超ハードスケジュールで回っていく模様を生中継。
2011年03月16日、シングル「PANDA!PANDA!PANDA!」をリリース。
本作のMVでは上述の世界一周の旅でJames Panda Jr.が世界中のパンダに会って回る模様が収められている。
2011年04月27日、上野動物園でジャイアントパンダの「リーリー」と「シンシン」が公開されたことを記念して、
前作「PANDA!PANDA!PANDA!」のリアレンジ作品となる「PANDA!PANDA!PANDA! ～上野パンダ公開記念バージョン～」をリリース。
2012年02月26日、スリランカ国営放送局の開局30周年を記念した大型音楽番組「Salalihini Roopa Kaavya」に出演。
2012年07月05日、上野動物園でジャイアントパンダの「シンシン」が出産したことを記念して、
リミックス・シングル「PANDA! PANDA! PANDA! -上野パンダパンダパンダMix-」を期間限定で無料配信。
2012年11月14日、シングル「ぼくらがスリジャヤワルダナプラコッテへ旅に出る理由」をリリース。
同日放送のUSTREAM番組「PAKU PAKU」にてボーカルの藤岡みなみが年内をもってPANDA 1/2から卒業する事を発表。
2012年12月12日、1stアルバム「上海へ行くつもりじゃなかった」をリリース。
2012年12月31日、2代目ボーカルである藤岡みなみが卒業。
2014年03月14日、3代目ボーカルとして小出きすを新たに迎え、約1年振りとなるシングル「ひかり射す」をリリース。
2014年11月07日、タンザニア国内最大級の音楽フェス「KARIBU MUSIC FESTIVAL」に出演。

## ディスコグラフィー

### アルバム
- 上海へ行くつもりじゃなかった (2012年12月12日)
2015年3月11日に追加トラックを収録したものを「通常盤」と題して再発売。

### シングル
- ひかり射す (2014年03月14日)

1. ひかり射す
2. つながる心、愛の魔法（James Panda Jr.ボーカル）
3. ひかり射す -Instrumental-
4. つながる心、愛の魔法 -Instrumental-

- ときめきの果実 (2014年10月29日)

1. ときめきの果実
2. 乙女の祈りが届くまで
3. ときめきの果実 -Instrumental-
4. 乙女の祈りが届くまで -Instrumental-

### 配信限定シングル
- NEW MUSIC MACHINE (2009年12月23日)

※CORNELIUSのカバー。
- 1/2 (2010年02月24日)

※川本真琴のカバー。
- 上海は夜の6時 (2010年08月25日)
- 中華街ウキウキ通り (2010年11月24日)
- PANDA! PANDA! PANDA! (2011年03月16日)

※上野動物園の公式「うえのパンダ応援ソング」。
- PANDA! PANDA! PANDA! ～上野パンダ公開記念バージョン～ (2011年04月27日)
- 夏をぶっとばせ -WILD SUMMER 2012- (2011年08月24日)

※Amazon MP3ダウンロードランキングで1位を獲得。
- PANDA! PANDA! PANDA! -上野パンダパンダパンダMix- (2012年07月05日)

※期間限定無料配信。2013年3月13日より有料にて再配信。
- ぼくらがスリジャヤワルダナプラコッテへ旅に出る理由 (2012年11月14日)[4]

※Amazon MP3ダウンロードランキングで1位を獲得。

### ゲスト参加楽曲
- まつきあゆむ featuring PANDA 1/2 / 池尻大橋コマンド (2011年11月02日)

※ライブイベント「PANDA 1/2とまつきあゆむの宅録教室」で公開制作。期間限定で無料配信。
- RAM RIDER / 放課後★サスペンス starring バカリズム&藤岡みなみ(PANDA1/2) (2012年04月11日)

※藤岡みなみがボーカルで参加。RAM RIDERのアルバム「AUDIO GALAXY-RAM RIDER vs STARS!!!-」に収録。
- i-dep / 鷹の夏 ～YES/NO枕～ feat. 藤岡みなみ(PANDA1/2) (2012年12月12日)

※藤岡みなみがボーカルで参加。アルバム「秘密結社 鷹の爪.Jp」に収録。
- 小出きす（PANDA 1/2） / 時計をとめて (2015年04月13日)

※ アカペラ曲。ジャックスのカバー。
※ 短編アニメ『三本の証言者（日本アニメ（ーター）見本市企画作品）』 エンディングテーマ。

## テレビ出演
- 月刊MelodiX! (テレビ東京、2010年11月28日)
- PON! (日本テレビ、2011年4月15日)
- 7スタBratch! (テレビ東京、2011年5月17日)
- Rise & Shine (Channel Eye、2012年2月24日) ※スリランカのトーク番組
- Salalihini Roopa Kaavya (Rupavahini TV、2012年2月27日) ※スリランカ国営テレビ局の大型音楽番組。
- 情報プレゼンター とくダネ! (フジテレビ、2012年7月19日) ※前日出演したお台場合衆国2012のライブ映像の一部オンエア。
- ほっと@アジア (NHK BS1、2012年10月22日・23日)

## 自主制作インターネット番組
- PAKU PAKU -The Pandaman Show- (Ustream、2010年4月28日 - 2012年11月14日、全111回、毎週水曜日21:54-)
- The Pandaman Show 3  (Ustream、2013年2月24日 - 、不定期配信)

### James Panda Jr.がこれまで現地放送を行った国
- アジア

日本、中国、韓国、香港、タイ、台湾、マカオ、シンガポール、スリランカ、マレーシア、モンゴル、キルギス、カザフスタン、インド、カタール、ベトナム、ミャンマー、インドネシア、カンボジア
- ヨーロッパ

スペイン、オーストリア、スイス、ドイツ、フランス
- アメリカ

アメリカ、メキシコ
- アフリカ

タンザニア、モザンビーク
- オセアニア

オーストラリア